# الخربة (الصومعة)

تعديل مصدري - تعديل

الخربة هي إحدى قرى عزلة عوين بمديرية الصومعة التابعة لمحافظة البيضاء، بلغ تعداد سكانها 22 نسمة حسب تعداد اليمن لعام 2004.